# François Lucas
François Lucas (10 novembre 1910 – 15 gennaio 2004) è stato un ciclista su strada francese.

## Carriera
Professionista dal 1933 al 1939,  il suo risultato più significativo fu il secondo posto al Bretagne Classic Ouest-France del 1936.

## Palmarès

### Strada
- 1936

Grand Prix Saint-Étienne
- 1937

Circuit Lionnaise